# Мајкл Оливер
Мајкл Оливер (енгл. Michael Oliver) је енглески професионални фудбалски судија из Ешингтона, Нортамберланд. Његов окружни ФА је Фудбалски савез Нортамберленда. Он припада изабраној групи судија у Енглеској и суди првенствено у Премијер лиги. Добио је ФИФА „значку” 2012. године, што му је омогућило да суди на великим међународним утакмицама, именован да води финале ФИФА Светског првенства до 17 година 2015. Оливер је промовисан у елитну групу судија УЕФА 2018. године.

## Судијска каријера
Оливер је почео да суди утакмице са 14 година на препоруку свог оца Клајва, који је радио као фудбалски судија . Године 2007. уврштен је на националну судијску листу и био је главни судија у финалу плеј-офа Националне конференције које је одржано на стадиону Вембли. Потом је поставио низ рекорда, поставши најмлађи линијски судија у Фудбалској лиги, најмлађи главни судија у Фудбалској лиги и најмлађи четврти судија у Премијер лиги.
У августу 2010, Мајкл Оливер је именован у Одабрано судско веће. 21. августа 2010. одсудио је своју прву утакмицу Премијер лиге између Бирмингем Ситија и Блекбурн Роверса у доби од 25 година и 182 дана, оборивши рекорд Стјуарта Атвела, који је до тада био најмлађи судија на мечу Премијер лиге.
Оливер је 11. априла 2018. судио реванш меч четвртфинала УЕФА Лиге шампиона 2017/18 између Реал Мадрида и Јувентуса. Реал Мадрид је победио у првом мечу са 3-0 у Торину, што је значило да би Јувентус морао да победи 3-0 у Мадриду да би меч одвео у продужетке. Јувентус је водио 3-0 до 93. минута, када је Оливер досудио једанаестерац, у надокнаду времена, за Реал Мадрид након што је Меди Бенатија направио фаул над Лукасом Васкезом у петерцу. Фудбалери Јувентуса преплавили су Оливера, са ветераном голманом и капитеном Ђанлуиђијем Буфоном у центру сукоба, који је добио црвени картон због вербалног деликта. Оливер је током меча показао и девет жутих картона. Други голман Војћех Шченсни је био приморан да буде замењен, а резултатски пенал је реализовао Кристијано Роналдо у 98. минуту, за коначну укупну победу Реал Мадрида од 4-3 за пласман у полуфинале.
Неколико дана касније полиција је истраживала претеће СМС поруке упућене Оливеровој супрузи Луси, која је након утакмице оставила број свог мобилног на друштвеним мрежама, што је довело до увредљивих текстова. Такође су разматрали извештаје о лупању на улазна врата њихове куће и узвикивали увреде кроз отвор за пошту на вратима.
У мају 2022, ФИФА га је именовала за једног од 36 главних судија за Светско првенство 2022. у Катару.
У априлу 2024. изабран је за једног од главних судија међу 19 судијских тимова који ће судити на утакмицама Европског првенства у фудбалу које ће се одржати у јуну-јулу 2024. на фудбалским теренима Немачке.

### Светско првенство 2022.
| Фаза         | Датум              | Стадион                | Екипа 1           | Екипа 2   | Резултат                         | Жути картон | Red card | Пенал |
| ------------ | ------------------ | ---------------------- | ----------------- | --------- | -------------------------------- | ----------- | -------- | ----- |
| Групна фаза  | 27. новембар 2022. | Ахмед ибн Али, Рајан   | Јапан             | Костарика | 0:1 (0:0)                        | 3 — 3       | 0 — 0    | 0 — 0 |
| Групна фаза  | 30. новембар 2022. | Лусаил Ајконик, Лусаил | Саудијска Арабија | Мексико   | 1:2 (0:0)                        | 6 — 1       | 0 — 0    | 0 — 0 |
| Четвртфинале | 9. децембар 2022.  | Едукејшн сити, Рајан   | Хрватска          | Бразил    | 1:1 (0:0, 0:0, д.в.1:1, пен.4:2) | 2 — 3       | 0 — 0    | 0 — 0 |

### Европско првенство у фудбалу 2024.
| Фаза          | Датум         | Град      | Стадион            | Екипа 1  | Резултат  | Екипа 2  | Жути картон | Red card | Пенали |
| ------------- | ------------- | --------- | ------------------ | -------- | --------- | -------- | ----------- | -------- | ------ |
| Групна фаза   | 15. јун 2024. | Берлин    | Олимпијски стадион | Шпанија  | 3:0 (3:0) | Хрватска | 1 - 0       | 0 - 0    | 0 -    |
| Групна фаза   | 21. јун 2024. | Дизелдорф | Меркур Шпил-Арена  | Словачка | 1:2 (1:0) | Украјина | 0 - 1       | 0 - 0    | 0 - 0  |
| Осмина финала | 29. јун 2024. | Дортмунд  | Сигнал Идуна парк  | Немачка  | 2:0 (0:0) | Данска   | 1 - 3       | 0 - 0    | - 0    |